# Avalancha de Teziutlán de 1999
Las Avalanchas de Teziutlán de 1999 hace referencia a un alud de lodo, basura y escombros que sepultó a más de 100 personas y a sus viviendas en la colonia Las Auroras del municipio de Teziutlán, Puebla, en México el 5 de octubre de 1999. La causa que originaron esta avalancha fue la intensa lluvia que azotó a la región durante 72 horas, la acumulación de basura durante más de 50 años incluyendo féretros antiguos e incluso restos humanos, sismos de mediana intensidad y la falta de planeación urbana al permitir los asentamientos irregulares en la ladera de la montaña. El evento dejó enseñanzas por tanto en cuanto a conceptos sobre 
la evolución del relieve montañoso en una región de clima húmedo y en relación con la vulnerabilidad y los riesgos.

## Antecedentes
Teziutlán se encuentra ubicado en la región de la sierra Norte de Puebla en donde los últimos días de septiembre y primeros de octubre de 1999 se había presentado un fenómeno excepcional de lluvias hasta para esta región donde es muy común que llueva demasiado a causa de la depresión tropical número 11 lo que dio lugar a que los días 4 y 5 de octubre ocurrieran miles de procesos de remoción en masa, un fenómeno excepcional concentrado en una superficie de más de 4,000 km².